# 4Licensing Corporation
4Licensing Corporation (precedentemente conosciuta come Leisure Concepts, Inc. e successivamente 4Kids Entertainment, Inc.) è stata un'azienda televisiva statunitense specializzata nell'acquisto, produzione e licenza dei programmi di intrattenimento per bambini nel mondo. Ha doppiato e trasmesso negli USA serie anime quali Sonic X Pokémon, Kirby, Yu-Gi-Oh! e One Piece. Ha inoltre licenziato programmi per emittenti televisive.

## Critiche

Logo della 4Kids Entertainment (dal 2005 al 2012)

La 4Kids Entertainment ha ricevuto pesanti critiche da parte degli appassionati di animazione giapponese per via delle procedure pesanti di editing, censura e localizzazione di alcune serie da essa distribuite in occidente. Sull'argomento l'ex CEO Al Kahn dichiarò in un'occasione come l'azienda cercasse di "localizzare gli anime in modo che i bambini dei paesi anglosassoni possano comprenderli" se tali cambiamenti sono necessari per rendere tali titoli redditizi.
Nella maggioranza dei casi, l'editing operato dalla casa di distribuzione riguardava il cambio di nomi di alcuni personaggi, la riscrittura dei dialoghi, l'adattamento di elementi nipponici estranei alla cultura occidentale (per esempio nelle serie dei Pokémon gli onigiri vengono spesso chiamati e poi sostituiti da cibi americani, per esempio ciambelle alla gelatina o sandwich) oppure evitando stereotipi che potrebbero risultare offensivi per il pubblico statunitense (per esempio con la ricolorazione di Mr. Popo in Dragon Ball Kai e di un personaggio di colore in One Piece, in modo da evitare che venissero considerati stereotipi blackface dagli afroamericani). L'azienda ha anche rimpiazzato tramite l'editing di alcune scene oggetti considerati "suggestivi" (in One Piece le sigarette sono state trasformate in lecca lecca), così come molti riferimenti e simboli religiosi, così come altri contenuti ritenuti troppo violenti.
In risposta a tali critiche Al Kahn dichiarò nel 2005 che "se [i fan degli anime] vogliono che tali prodotti siano disponibili negli USA, allora devono accettare il fatto che siano disponibili in due versioni". Questo fu vero solo in parte, infatti la ditta pubblicò i primi nove episodi di Yu-Gi-Oh! in versione senza censura e ridoppiata completamente per l'home video, edizione che venne poi in seguito abbandonata dopo la terza uscita.
Altre critiche all'azienda sono invece pervenute da parte di uno studio del Parents Television Council (un gruppo di difesa conservatore sulla violenza dei programmi per bambini) datato marzo 2006, ha ritenuto che Shaman King, nonostante le censure, era comunque troppo violento.